# Saint-Martin-la-Patrouille
Saint-Martin-la-Patrouille é uma comuna francesa na região administrativa de Borgonha-Franco-Condado, no departamento Saône-et-Loire. Estende-se por uma área de 7 km². Em 2010 a comuna tinha 61 habitantes (densidade: 8,7 hab./km²).